# Novelli
Djair de Barros e Silva (Recife, 20 de janeiro de 1945), mais conhecido como Novelli, é um baixista, pianista, compositor e cantor brasileiro.

## Biografia
Começou a carreira artística nos anos 60, como crooner do Conjunto Nouvelle Vague, em Recife. Recebeu o apelido de Novelli, em homenagem ao nome do movimento artístico do cinema francês. Logo depois, adotou o contrabaixo como instrumento profissional.
Em 1967, já morando no Rio de Janeiro, acompanhou o pianista Mário Castro Neves, gravando o disco "Mário Castro Neves e Samba S.A".
Foi membro do Trio 3D, ao lado de Antonio Adolfo (Piano) e Victor Manga (Bateria).
Tempos depois, fez parte do grupo a Tribo, juntamente com Nelson Angelo, Joyce, Toninho Horta e Naná Vasconcelos, gravando um compacto duplo pela Odeon.
Em 1973, viajou com Nelson Angelo e Naná Vasconcelos para a Europa, onde gravou o disco "Naná Vasconcelos, Nelson Angelo e Novelli". No mesmo ano, se reuniu com Beto Guedes, Danilo Caymmi e Toninho Horta, registrando o LP Beto Guedes Danilo Caymmi Novelli Toninho Horta.
Em 1975, participou da gravação do LP Imyra, Tayra, Ipy - Taiguara, do cantor e compositor Taiguara, ao lado de músicos como Wagner Tiso, Toninho Horta, Hermeto Paschoal, Paulinho Braga, Nivaldo Ornelas, Zé Eduardo Nazário e muitos outros.
No final dos anos 70 compôs, em parceria com Chico Buarque, a música Linha de Montagem, que fazia alusão às greves operárias no ABC paulista. 
Nos anos 80, foi integrante da Turma do Funil, se somando a Francis Hime, Miucha, Danilo Caymmi, Nelson Angelo, Lula, Olívia Hime e Cristina Buarque.
Quatro anos depois, lançou o segundo disco Canções Brasileiras.
Foi um músico atuante em mais de quarenta anos de carreira, acompanhando Milton Nascimento, Marcos Valle, Gal Costa, Elis Regina, Tom Jobim, Egberto Gismonti, Dori Caymmi, Lô Borges, João Donato, Raul Seixas, Joyce, Edu Lobo, Ivan Lins, MPB-4, Simone, Sueli Costa, Alaíde Costa, Nana Caymmi, Danilo Caymmi, Chico Buarque, Sarah Vaughan, Zizi Possi, Gonzaguinha, Cristina Buarque, Toninho Horta, Miucha, Francis Hime, Geraldo Azevedo, Ney Matogrosso, Carlinhos Vergueiro e muitos outros.

## Discografia
- Naná Vasconcelos, Nelson Angelo e Novelli (1973) - LP Saravah (França)
- Beto Guedes Danilo Caymmi Novelli Toninho Horta (1973) - LP Odeon
- Canções Brasileiras (1984) - LP Maracatu (França)

## Participações
- Conjunto Jovem Braza - Jovem Braza Apresenta Samba Jovem (1966) - LP RCA Victor
- Mário Castro Neves - Mário Castro Neves e Samba S.A. (1967) - LP/CD RCA Victor
- Vários Artistas - Isto é Musicanossa (1968) - LP Rozemblit
- Marcos Valle - Viola Enluarada (1968) - LP/CD Odeon; Mustang Cor de Sangue (1969) - LP/CD Odeon; Marcos Valle (1970) - LP Odeon
- Eliana Pittman - Eliana Ao Vivo (1968) - LP Copacabana
- Milton Nascimento - Milton Nascimento (1969) - LP/CD Odeon; Milagre dos Peixes (1973) - LP/CD Odeon; Milagre dos Peixes Ao Vivo (1974) - LP/CD Odeon; Minas (1975) - LP/CD EMI-Odeon; Geraes (1976) - LP/CD EMI-Odeon; Milton (1976) - LP/CD A&M Records; Milton & Chico (1977) - Compacto Simples Philips/Phonogram; Clube da Esquina No. 2 (1978) - LP/CD EMI-Odeon; Journey To Dawn (1979) - LP/CD A&M Records; Yauarete (1987) - LP CBS; Txai (1990) - LP CBS; Maria Maria Último Trem - Vol. 1 e 2 (2002) - CD Nascimento Music
- Marlene - É A Maior (1970) - LP Fermata
- Luiz Bonfá - The New Face Of Bonfá (1970) - LP/CD RCA Victor
- Gal Costa - Gal A Todo Vapor (1971) - LP/CD Philips/Phonogram; Cantar (1974) - LP/CD Philips/Phonogram; Gal Canta Caymmi (1976) - LP/CD Philips/Phonogram
- Elis Regina - Ela (1971) - LP/CD Philips/Phonogram
- Dori Caymmi - Dory Caymmi (1972) - LP/CD Odeon; Dori, Nana, Danilo & Dorival Caymmi (1987) - LP/CD EMI-Odeon; Família Caymmi em Montreux (1991) - LP/CD Philips/Polygram
- Nelson Angelo - Nelson Angelo & Joyce (1972) - LP/CD Odeon; Violão e Outras Coisas (1988) - LP Eldorado; A Vida Leva (1994) - CD Velas
- Joyce - Nelson Angelo & Joyce (1972) - LP/CD Odeon; Revendo Amigos (1994) - CD EMI-Odeon
- Lô Borges - Lô Borges (1972) - LP/CD Odeon
- Antonio Carlos e Jocafi - Cada Segundo (1972) - LP RCA Victor
- Egberto Gismonti - Água E Vinho (1972) - LP/CD EMI-Odeon; Egberto Gismonti (1973) - LP/CD Odeon; Corações Futuristas (1976) - LP/CD EMI-Odeon
- Tom Jobim - Disco de Bolso - O Tom de Antonio Carlos Jobim e o Tal de João Bosco (1972) -  Compacto Simples Zen; Miucha & Antonio Carlos Jobim (1977) - LP/CD RCA Victor; Miucha & Tom Jobim (1979) - LP/CD RCA Victor
- Gay Vaquer - The Morning of The Musicians (1973) - LP RCA Victor
- Taiguara - Fotografias (1973) - LP Odeon; Imyra Ipy Tayra Taiguara (1976) - LP EMI-Odeon
- Edu Lobo - Edu Lobo (1973) - LP/CD Odeon; Camaleão (1978) - LP/CD Philips/Phonogram
- João Donato - Quem É Quem (1973) - LP/CD Odeon; Lugar Comum (1975) - LP/CD Philips/Phonogram
- Raul Seixas - Os 24 Maiores Sucessos da Era Do Rock (1973) - LP Polyfar/Phonogram
- Gato Barbieri - Chapter Two: Hasta Siempre (1974) - LP Impulse/ABC Records
- Teca Calazans e Ricardo Vilas - Musique Et Chants Du Brésil (1974) - LP Moshé-Naim (França); Povo Daqui (1980) - LP EMI-Odeon
- Pierre Akendengue - Nandipo (1974) - LP Saravah
- Sidney Miller - Línguas de Fogo (1974) - LP Som Livre
- Tavynho Bonfá e Claudio Cartier - Burnier e Cartier (1974) - LP RCA Victor
- Emílio Santiago - Emílio Santiago (1975) - LP/CD CID
- Simone - Gotas D'Água (1975) - LP/CD Odeon; Face a Face (1977) - LP/CD EMI-Odeon
- MPB-4 - 10 Anos Depois (1975) - LP Philips/Phonogram; Tempo Tempo (1981) - LP Ariola
- Nana Caymmi - Nana Caymmi (1975) - LP/CD CID; Renascer (1976) - LP/CD CID; Nana (1977) - LP/CD RCA Victor; Nana Caymmi (1979) - LP/CD EMI-Odeon Dori, Nana, Danilo & Dorival Caymmi (1987) - LP/CD EMI-Odeon; Nana (1988) - LP/CD EMI-Odeon; Família Caymmi em Montreux (1991) - LP/CD Philips/Polygram
- Pacífico Mascarenhas - IV Sambacana (1976) - LP Tapecar
- Alaíde Costa - Coração (1976) - LP EMI-Odeon
- Airto Moreira - Promises Of The Sun (1976) - LP/CD Arista
- Francis Hime - Passaredo (1977) - LP/CD Som Livre; Se Porém Fosse Portanto (1978) - LP Som Livre; Francis (1980) - LP Som Livre; Sonho de Moço (1981) - LP/CD Som Livre; Clareando (1985) - LP Som Livre
- Olívia Hime - A Bela Adormecida/Diana (1977) - Compacto Simples Tapecar; Olívia Hime (1981) - LP RGE
- Beto Guedes - A Página do Relâmpago Elétrico (1977) - LP/CD EMI-Odeon
- Danilo Caymmi - Cheiro Verde (1977) - LP/CD Independente/Wathmusic; Dori, Nana, Danilo & Dorival Caymmi (1987) - LP/CD EMI-Odeon; Família Caymmi em Montreux (1991) - LP/CD Philips/Polygram
- Miucha - Miucha & Antonio Carlos Jobim (1977) - LP/CD RCA Victor; Miucha & Tom Jobim (1979) - LP/CD RCA Victor; Miucha (1980) - LP RCA Victor
- Sarah Vaughan - O Som Brasileiro de Sarah Vaughan (I Love Brazil) (1978) - LP/CD RCA
- Chico Buarque - Milton & Chico - (1977) Compacto Simples Philips/Phonogram; Chico Buarque (1978) - LP/CD Philips/Polygram; Ópera do Malandro (1979) - LP/CD Philips/Polygram; Vida (1980) - LP/CD Philips/Polygram; Almanaque (1981) - LP/CD Ariola; Chico Buarque En Español (1982) - LP/CD Philips/Polygram; Chico Buarque Apresenta Malandro (Chico Buarque e Convidados) (1985) - LP/CD Barclay
- Gonzaguinha - Recado (1978) - LP/CD EMI-Odeon
- Cristina Buarque - Arrebém (1978) - LP Continental; Vejo Amanhecer (1980) - LP Ariola; Cristina (1981) - LP Ariola
- Carlos Fernando - Asas da América (1979) - LP CBS
- Elba Ramalho - Ave de Prata (1979) - LP/CD CBS
- Zé Ramalho - A Peleja Do Diabo Com O Dono Do Céu (1979) - LP/CD Epic/CBS; A Terceira Lâmina (1981) - LP CBS
- Amelinha - Frevo Mulher (1979) - LP CBS; Porta Secreta (1980) - LP CBS
- Djavan - Alumbramento (1979) - LP/CD EMI-Odeon; Pra Viver Um Grande Amor - Trilha Sonora do Filme (Djavan e Convidados) (1983) - LP/CD CBS/Sony Music
- Bernard Lavilliers - O Gringo (1980) - LP Barclay (França)
- Sérgio Ricardo - Flicts (1980) - LP Philips/Polygram
- Toninho Horta - Terra dos Pássaros (1980) - LP/CD EMI-Odeon
- Malu Moraes - Malu Moraes (1980) - LP Continental
- Beth Carvalho - Sentimento Popular (1980) - LP/CD RCA Victor
- Lucinha Araújo - Do Mesmo Verão (1980) - LP RCA Victor
- Fagner - Raimundo Fagner (1980) - LP/CD CBS; Traduzir-se (1981) - LP/CD CBS
- Boca Livre - Bicicleta (1980) - LP Independente; Folia (1981) - LP Philips/Polygram
- Nara Leão - Romance Popular (1981) - LP/CD Philips/Polygram
- Robertinho Silva - MPBC - Robertinho Silva (1981) - LP/CD Philips/Polygram
- Carlinhos Vergueiro - Passagem (1981) - LP Ariola; Carlinhos Vergueiro e Convidados (1988) - LP Idéia Livre
- Geraldo Azevedo - Inclinações Musicais (1981) - LP/CD Ariola; De Outra Maneira (1986) - LP/CD Independente
- Zé Renato - Fonte da Vida (1982) - LP Philips/Polygram
- Waldemar Bastos - Estamos Juntos (1983) - LP EMI-Odeon
- Ney Matogrosso - Bugre (1986) - LP/CD Philips/Polygram
- Marcio Hallack - Talismã (1987) - LP Chorus Independente
- Selma Reis - Selma Reis (1987) - LP Continental
- João Nogueira - João (1988) - LP Idéia Livre
- Clara Sandroni - Clara Sandroni (1989) - LP Kuarup; Clara Sandroni (2003) - CD Biscoito Fino
- Ronaldo Bastos - Cais (1989) - LP Som Livre
- Luiz Eça - Reencontro - Tributo a Luiz Eça (2002) - CD Biscoito Fino
- Heloisa Helena - Acreditar - Heloisa Helena Canta Luiz Melodia (2007) - CD Guitarra Brasileira
- Ana de Hollanda - Só na canção (2009) - CD CPC-UMES
- Ivan Lins - MPB Especial - 1974 (Programa Ensaio) (2009) - DVD Cultura Marcas